# Ann Landers
Esther "Eppie" Pauline Friedman Lederer (4. juli 1918 – 22. juni 2002) og Ruth Crowley var hovedskribenterne på brevkassen Ann Landers. I omkring 45 år havde brevkassen en fast plads i mange aviser i Nordamerika. Hendes skrivestil var meget direkte og blev ofte kritiseret.